# Дон-Педру
Дон-Педру (порт. Dom Pedro) — муниципалитет в Бразилии, входит в штат Мараньян. Составная часть мезорегиона Центр штата Мараньян. Входит в экономико-статистический микрорегион Президенти-Дутра. Население составляет  22 681 человек на 2010 год. Занимает площадь 358,493 км². Плотность населения — 63,27 чел./км².

## Демография
Согласно сведениям, собранным в ходе переписи 2010 г. Национальным институтом географии и статистики (IBGE), население муниципалитета составляет:
| Полное население                               | Полное население                               | Полное население                               | Полное население                               | 22 681 |
| ---------------------------------------------- | ---------------------------------------------- | ---------------------------------------------- | ---------------------------------------------- | ------ |
| в том числе:                                   | Городское население                            | 15 261                                         | Процент городского населения, %                | 67,29  |
|                                                | Сельское население                             | 7420                                           | Процент сельского населения, %                 | 32,71  |
|                                                | Мужское население                              | 10 950                                         | Процент мужского населения, %                  | 48,28  |
|                                                | Женское население                              | 11 731                                         | Процент женского населения, %                  | 51,72  |
| Плотность населения, чел/км²                   | Плотность населения, чел/км²                   | Плотность населения, чел/км²                   | Плотность населения, чел/км²                   | 63,27  |
| Население муниципалитета в % к населению штата | Население муниципалитета в % к населению штата | Население муниципалитета в % к населению штата | Население муниципалитета в % к населению штата | 0,34   |

По данным оценки 2016 года, население муниципалитета составляет 22 881 житель.

## История
Город основан 9 декабря 1952 года. 

## Статистика
- Валовой внутренний продукт на 2003 год составляет 31 029 389,00 реалов (данные: Бразильский институт географии и статистики).
- Валовой внутренний продукт на душу населения на 2003 год составляет 1358,08 реалов (данные: Бразильский институт географии и статистики).
- Индекс развития человеческого потенциала на 2000 год составляет 0,634 (данные: Программа развития ООН).